# Cantón de Saint-Sauveur
El cantón de Saint-Sauveur era una división administrativa francesa, que estaba situada en el departamento de Alto Saona y la región de Franco Condado.

## Composición
El cantón estaba formado por veinte comunas:
- Ailloncourt
- Baudoncourt
- Breuches
- Breuchotte
- Brotte-lès-Luxeuil
- Citers
- Dambenoît-lès-Colombe
- Éhuns
- Esboz-Brest
- Froideconche
- La Chapelle-lès-Luxeuil
- La Corbière
- Lantenot
- Linexert
- Magnivray
- Ormoiche
- Rignovelle
- Sainte-Marie-en-Chaux
- Saint-Sauveur
- Visoncourt

## Supresión del cantón de Saint-Sauveur
En aplicación del Decreto n.º 2014-164 de 17 de febrero de 2014, el cantón de Saint-Sauveur fue suprimido el 22 de marzo de 2015 y sus 20 comunas pasaron a formar parte; diez del nuevo cantón de Luxeuil-les-Bains, cinco del nuevo cantón de Mélisey, tres del nuevo cantón de Saint-Loup-sur-Semouse y dos del nuevo cantón de Lure-1.